# Jens Billum
Jens Billum (født 7. november 1952) er en dansk underviser og skoleleder, som har bidraget til at stifte flere frie grundskoler i Danmark. 
Jens Billum er uddannet lærer fra Kolding Seminarium. Han har blandt andet bidraget til grundlæggelsen af Hinnerup Friskole, Eckersberg Friskole og senest Kegnæs Friskole.